# John Goodridge
John Octavius Goodridge (* 1808 in Sturminster Newton, Dorset; † 26. November 1865 in Childe Okeford, Dorset) war ein britischer Schiffsarzt, der seinen Dienst unter anderem auf der HMS Starling sowie der HMS Herald verrichtete.

## Leben und Wirken
John Octavius Goodridge war der Sohn des Arztes John Goodridge. Er wurde wie sein Vater Arzt und trat in den Dienst der Royal Navy. Als im Juli 1840 der erste Opiumkrieg ausbrach diente er unter dem Kommando von Henry Kellett als Assistenzschiffsarzt auf dem Vermessungsschiff HMS Starling. Die HMS Starling wurde in das Kriegsgebiet beordert. Nach dem Ende des Krieges wurde er zunächst nach Devonport auf die HMS Royal William versetzt. Am 20. September 1843 erreichte Goodridge die Seniorität. Goodridge wurde die China War Medal verliehen, die die Inschrift „J.O.Goodridge, Asst. Surgn. H.M.S. Starling“ trägt. 
Am 10. Februar 1845 trat Goodridge seinen Dienst als Schiffsarzt auf dem Vermessungsschiff HMS Herald an, das unter dem Kommando Henry Kellett stand, und zu dessen Besatzung auch der Naturforscher Thomas Edmondston (1825–1846) zählte. Die HMS Herald sollte Vermessungen im Pazifischen Ozean entlang der Küsten von Chile bis nach Alaska durchführen. Während eines Aufenthaltes auf der Zederninsel entdeckte Goodridge eine neue Mammillaria-Art die später als Mammillaria goodrichii nach ihm benannt wurde. 1848 begann sich die HMS Starling an der Suche nach dem verschollenen Polarforscher John Franklin zu beteiligen. Während dieser Reise segelte Goodridge auf der HMS Herald durch die Beringstraße durchquerte die Tschuktschensee. Dabei wurde die Herald-Insel entdeckt. 1851 kehrte er mit der HMS Herald nach England zurück. Für die Teilnahme an der Arktis-Expedition wurde Goodridge die Arctic Medal verliehen.
Am 28. April 1852 heiratete Goodridge in Childe Okeford, Dorset Jane Castleman Baldwin († 1893). Aus ihrer Ehe gingen drei Söhne und eine Tochter hervor. Seine Abmusterung fand am 17. Februar 1853 statt, am 31. Oktober 1853 wurde er als dienstuntauglich eingestuft. Goodridge starb an den Folgen einer Blutvergiftung.

## Nachweise